# Elecciones presidenciales de Brasil de 1902
La elección presidencial de Brasil de 1902 se realizó el 1 de marzo para los cargos de presidente y vicepresidente en los veinte estados de la época y el distrito federal. Resultó vencedor el monárquico Rodrigues Alves.

## Resultados
| Elección presidencial       | Elección presidencial | Elección presidencial | Elección para vicepresidente          | Elección para vicepresidente | Elección para vicepresidente |
| Candidato                   | Votos                 | Porcentaje            | Candidato                             | Votos                        | Porcentaje                   |
| --------------------------- | --------------------- | --------------------- | ------------------------------------- | ---------------------------- | ---------------------------- |
| Rodrigues Alves             | 592.038               | 93,30%                | Francisco Silviano de Almeida Brandão | 563.734                      | 87,83%                       |
| Quintino Bocaiúva           | 42.542                | 6,70%                 | Justo Leite Chermont                  | 59.887                       | 9,33%                        |
| Ubaldino do Amaral Fontoura | 5.371                 | 0,83%                 | Cândido Barata Ribeiro                | 1.791                        | 0,28%                        |
| Júlio de Castilhos          | 1.343                 | 0,21%                 | Júlio de Castilhos                    | 884                          | 0,14%                        |
| Outros                      | 4.433                 | 0,69%                 | Outros                                | 15.549                       | 2,42%                        |
| Votos nominales             | Votos nominales       | 645.727               | Votos nominales                       | Votos nominales              | 641.845                      |
| Votos blancos/nulos         | Votos blancos/nulos   | 14.273                | Votos blancos/nulos                   | Votos blancos/nulos          | 18.155                       |
| Total                       | Total                 | 660.000               | Total                                 | Total                        | 660.000                      |